# Кошев (Киевская область)
Ко́шев (укр. Кошів) — село, входит в Белоцерковский район Киевской области Украины.
Население по переписи 2001 года составляло 646 человек. Почтовый индекс — 09810. Телефонный код — 4560. Занимает площадь 1,992 км². Код КОАТУУ — 3224684401.

## Местный совет
09810, Київська обл., Тетіївський р-н, с.Кошів